# Crenidorsum aroidephagus
Crenidorsum aroidephagus là một loài côn trùng cánh nửa trong họ Aleyrodidae, phân họ Aleyrodinae.
Crenidorsum aroidephagus được Martin & Aguiar năm Martin, Aguiar & Baufeld miêu tả khoa học đầu tiên năm 2001.